# Avery (nome)
Avery  è un nome proprio di persona inglese maschile e femminile.

## Origine e diffusione
Le prime attestazioni del nome Avery si hanno nel tardo Medioevo, come variante del nome Alfred; all'epoca il nome era quasi esclusivamente maschile, ma si contavano occasionali usi al femminile, che costituivano forse derivati di Aphra.
Ad oggi può essere considerato una ripresa dell'omonimo cognome, a sua volta basato sulla forma normanna di Alfredo o di Alberico.

## Onomastico
Essendo un nome adespota, ovvero non portato da alcun santo, l'onomastico può essere festeggiato il 1º novembre, giorno di Ognissanti.

## Persone

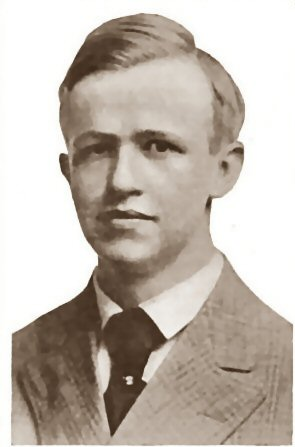
Avery Hopwood

### Maschile
- Avery Bradley, cestista statunitense
- Avery Brooks, attore statunitense
- Avery Brundage, atleta e dirigente sportivo statunitense
- Avery Robert Dulles, cardinale, teologo e gesuita statunitense
- Avery Hopwood, commediografo statunitense
- Avery John, calciatore trinidadiano
- Avery Johnson, cestista e allenatore di pallacanestro statunitense
- Avery Storm, cantautore statunitense
- Avery Williamson, giocatore di football americano statunitense

### Femminile
- Avery Warley, cestista statunitense

## Il nome nelle arti
- Avery Arable è un personaggio del romanzo di E. B. White La tela di Carlotta[2].
- Avery Bullock è un personaggio della serie animata American Dad!.
- Avery Carrington è un personaggio del videogioco Grand Theft Auto: Vice City.